# Dioscorea schunkei
Dioscorea schunkei är en enhjärtbladig växtart som beskrevs av Franklin Ayala och T.Clayton. Dioscorea schunkei ingår i släktet Dioscorea och familjen Dioscoreaceae. Inga underarter finns listade i Catalogue of Life.